# 프랑스령 코친차이나
프랑스령 코친차이나(프랑스어: Cochinchine française, 베트남어: Xứ thuộc địa Nam Kỳ, Hán tự: 處屬地南圻), 또는 코친차이나 공화국 이라고도 함. 프랑스의 식민지였으며, 1862년부터 베트남 남부 또는 코친차이나 전 지역을 포함했다. 1946년 프랑스인들은 주요 전략 제품이 고무인 플랜테이션 경제를 운영했다.
일본의 강점기(강제로 점령된 시기)(1941~45)가 끝나고 1946년 공산주의 주도의 민족주의자인 비엣민이 사이공에서 추방된 후, 이 영토는 프랑스에 의해 코친차이나 공화국으로 수립되었으며, 이 결정은 논란의 여지가 있는 결정으로 제1차 인도차이나 전쟁을 촉발시키는 데 도움이 되었다. 1949년 비엣민이 하노이에서 선언한 베트남 민주공화국의 주장을 부인하기 위한 추가 조치로 코친차이나는 공식적으로 프랑스 연합 내에서 베트남의 안남 및 통킹과 통합되었다.
남키(Nam Kỳ)는 응우옌 왕조의 민망(Minh Mạng) 통치에서 유래되었지만 프랑스 식민지 시대와 관련된 이름이 되었기 때문에 베트남인, 특히 민족주의자들은 베트남 남부를 지칭하기 위해 Nam Phần이라는 용어를 선호했다.

## 역사
1862년의 사이공 조약으로 코친차이나는 프랑스령 직할식민지가 되었고 베트남 북부의 통킹보호령, 중부의 안남보호령과 함께 프랑스의 식민지가 되었다. 그러나 베트남 총독부의 식민지 중 북부 통킹보호령과 중부의 안남보호령이 일본에 의해 강제로 독립, 일본의 식민지가 되자 프랑스 정부는 1945년 10월 메콩강 이남 베트남 남부지역에 코친차이나 임시 정부를 수립한 뒤, 이듬해 이를 형식적으로 독립시키고 코친차이나 공화국을 수립케 했다. 그 후 프랑스의 보호하에 정부를 구성하였으나 주민 대다수가 베트남 공화국과의 통합을 지지하자 프랑스 정부가 이에 동의함으로써 소멸되었다.

## 지도자

### 대통령
- 1. 응우옌 반 틴(Nguyen Van Thinh) (1888년-1946년), 1946년 6월 1일 - 1946년 11월 10일, 코친차이나 민주당, 총리직 겸임
- 2. 응우옌 반 쑤온(Le Van Hoach) (1892년-1989년), 1946년 11월 15일 - 1946년 12월 7일, 군
- 3. 르 반 호아(1896년-1978년), 1946년 12월 7일 - 1947년 10월 8일, 독립당, 총리직 겸임
- 4. 르 반 호아(1896년-1978년), 1947년 10월 8일 - 1948년, 군

### 총리
- 1. 응우옌 반 틴(Nguyen Van Thinh) 1946
- 2. 르 반 호아(Le Van Hoach) 1946 - 1947
- 3. 응우옌 반 쑤온(Nguyen Van Xuan) 1947 - 1948

## 갤러리

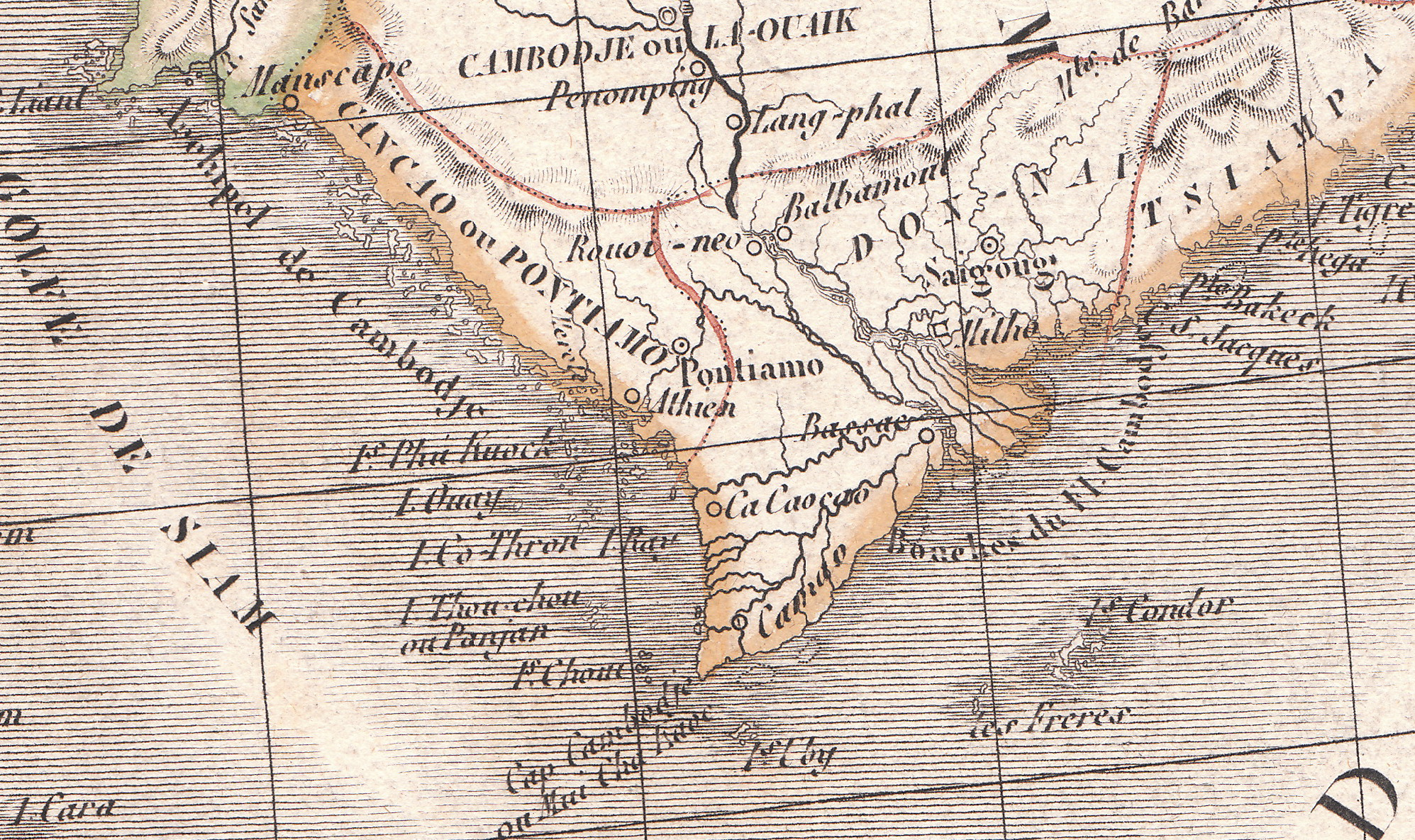
1829년 응우옌 왕조 치하의 코친차이나
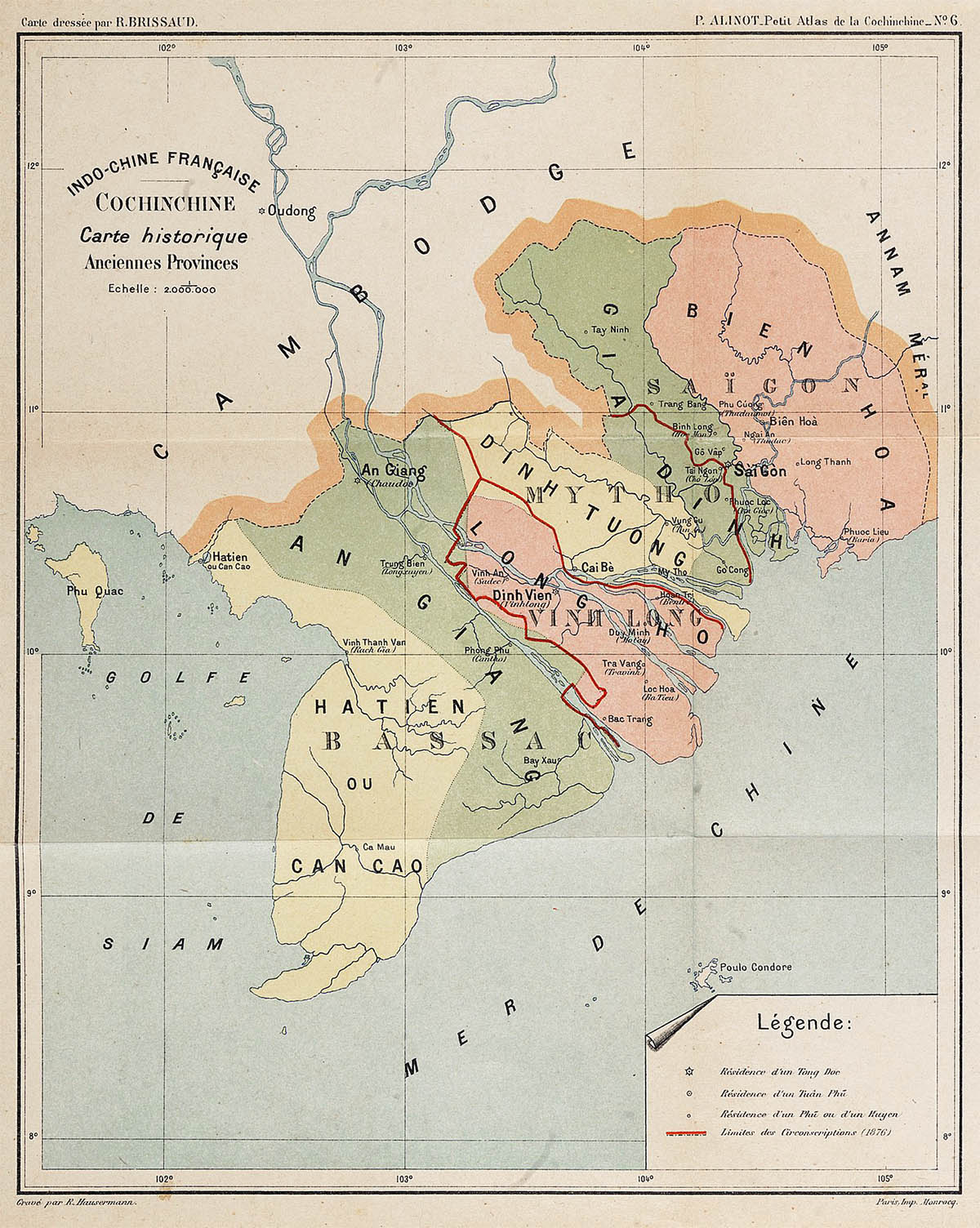
1876년 코친차이나
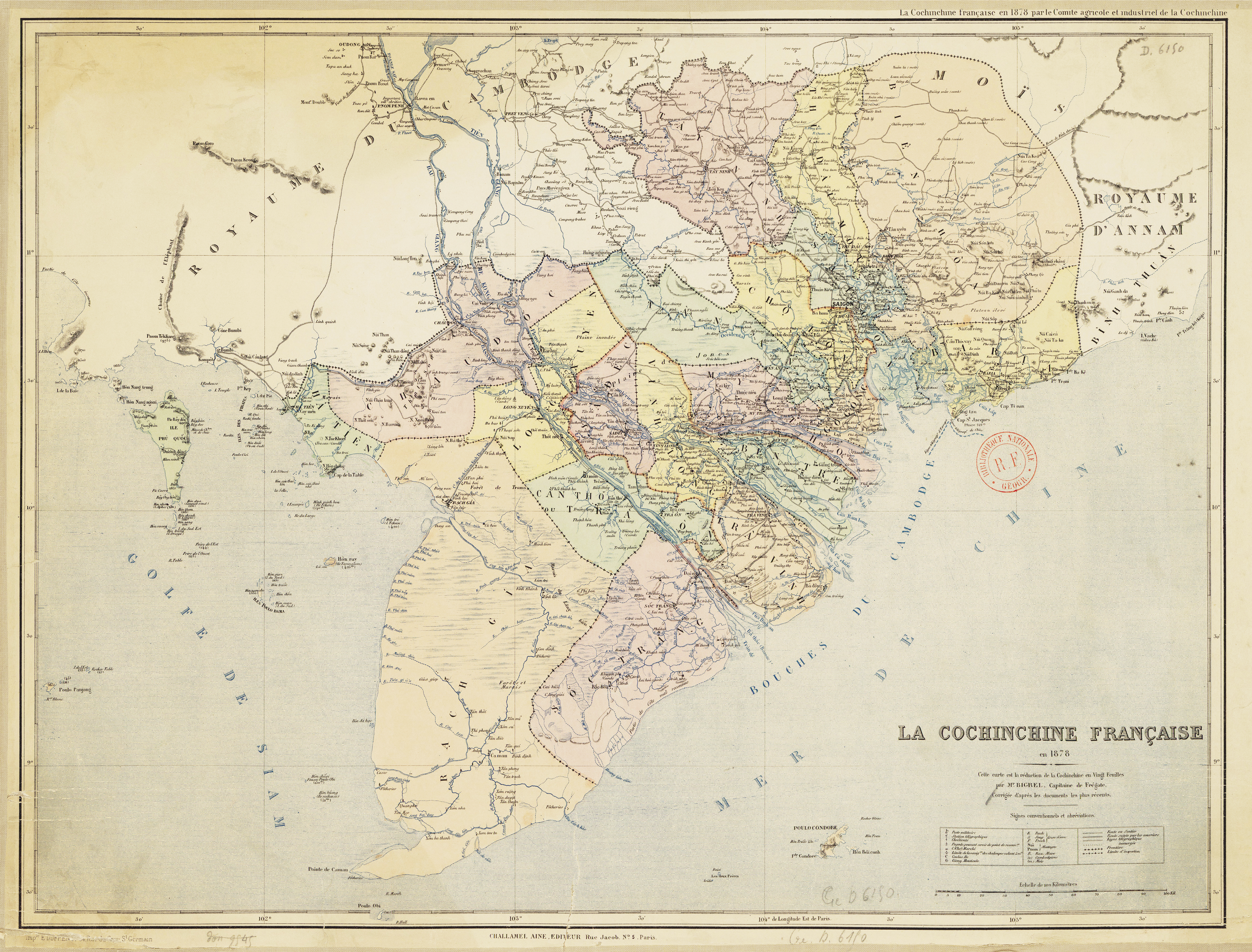
1878년 코친차이나
1882년 커친차이나
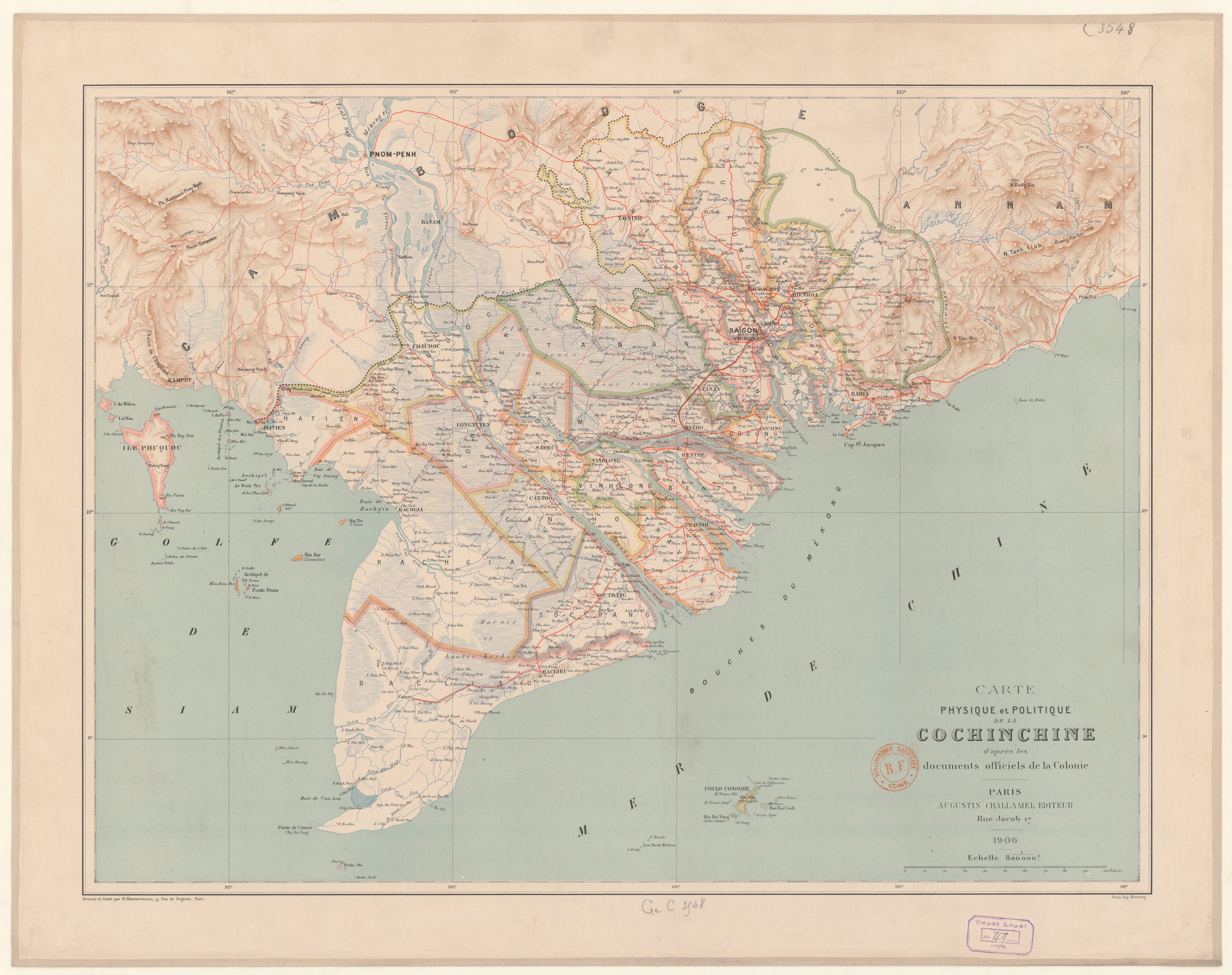
1906년 코친차이나
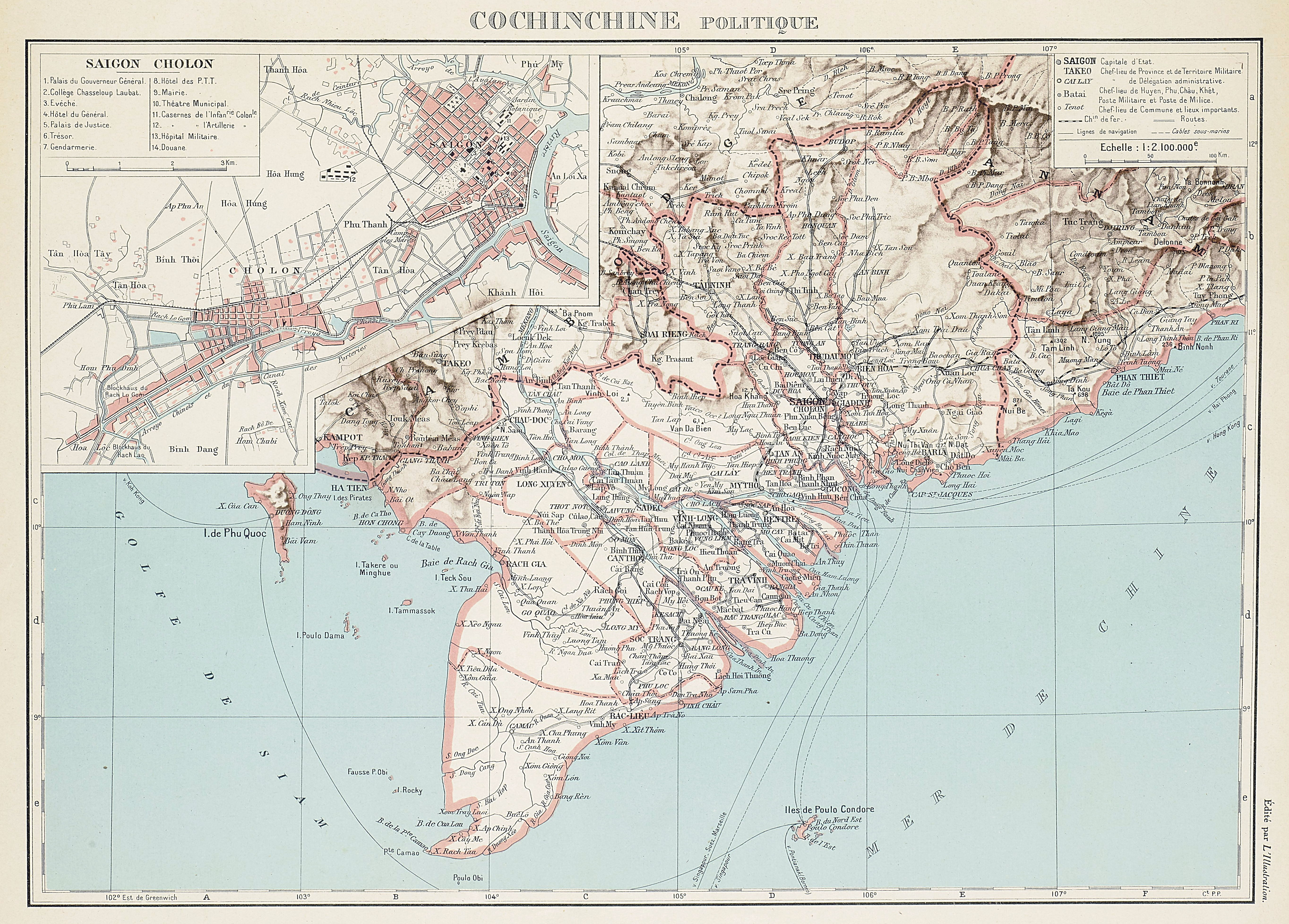
1929년 코친차이나

## 같이 보기
- 코친차이나
- 프랑스령 인도차이나
  - 안남 보호령
  - 통킹 보호령
- 코친차이나의 프랑스 식민지 관리 목록
- 프랑스 소유지 및 식민지 목록
- 베트남국

### 인용주
1. ↑  Saigon merged with Chợ Lớn on 27 April 1931 and was officially renamed to Saigon–Cholon, however the official name never entered everyday vernacular and the city continued to be referred to as ‘Saigon’.